# Amateurfunkband

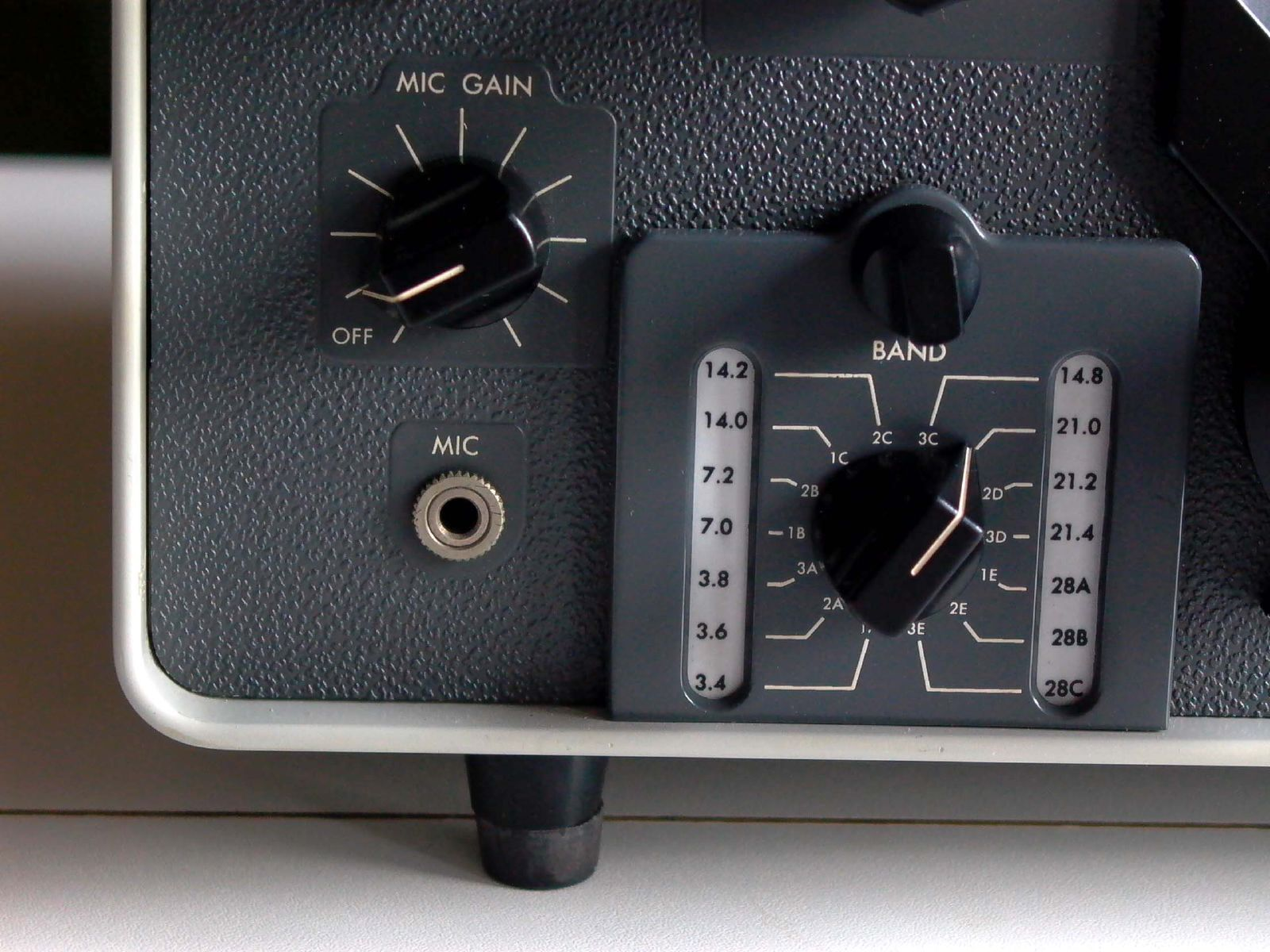
Bandwahlschalter an einem Kurzwellen-Sendeempfänger von Collins

Als Amateurfunkband bezeichnet man jedes Frequenzband, das dem Amateurfunkdienst oder dem Amateurfunkdienst über Satelliten zugewiesen ist.
Die Bänder werden nach der Wellenlänge der Frequenzen benannt. Die Wellenlänge ergibt sich aus der Division der Lichtgeschwindigkeit (299.792.458 m/s) durch die Frequenz (in Hertz). Beispielsweise steht das 160-Meter-Band für den Bereich von 1800 bis 2000 kHz und das 80-Meter-Band für den Bereich von 3500 bis 3800 kHz. Historisch bedingt sind die Bezeichnungen allerdings nicht ganz exakt, so beispielsweise im 40-Meter-Band.

## Geschichte
Der US-amerikanische Radio Act of 1912 beschränkte Amateurfunkstellen auf Wellenlängen kürzer als 200 Meter (entsprechend Frequenzen oberhalb von 1,5 MHz). Diese Frequenzen wurden damals als nur für lokale Reichweiten tauglich beurteilt. Nachdem Funkamateure zeigten, dass auf Kurzwelle mit geringem Aufwand interkontinentale Verbindungen möglich sind (vgl. Léon Deloy), meldeten andere Funkdienste ihre Bedürfnisse an, und die Funkamateure wurden weiter eingeschränkt.

### Erste Zuweisungen in den USA
Das United States Department of Commerce richtete mit den Recommendations for Regulation of Radio im Jahr 1924 Frequenzbänder für unterschiedliche Funkdienste ein. Dem Amateurfunk wurden dabei folgende Bänder zugewiesen:
| Frequenzbereich   | ungefähre Wellenlängen | Anmerkung                          |
| ----------------- | ---------------------- | ---------------------------------- |
| 1.500–2.000 kHz   | 200–150 m              | Zusammen mit weiteren Funkdiensten |
| 3.500–4.000 kHz   | 85,7–75 m              | Zusammen mit dem Militär           |
| 7.000–8.000 kHz   | 42,8–37,5 m            | Zusammen mit dem Militär           |
| 14.000–18.000 kHz | 21,4–18,7 m            |                                    |
| 56.000–64.000 kHz | 5,35–4,69 m            |                                    |

### Washingtoner Weltfunkvertrag 1927
Die ersten Amateurfunkbänder wurden international im Weltfunkvertrag (Washington, 1927) den Funkamateuren zugewiesen.
| Frequenzbereich   | ungefähre Wellenlängen | Anmerkung                                        |
| ----------------- | ---------------------- | ------------------------------------------------ |
| 1.715–2.000 kHz   | 175–150 m              | Zusammen mit festen und beweglichen Funkdiensten |
| 3.500–4.000 kHz   | 85–75 m                | Zusammen mit festen und beweglichen Funkdiensten |
| 7.000–7.300 kHz   | 42,8–41 m              |                                                  |
| 14.000–14.400 kHz | 21,4–20,8 m            | Zusammen mit Experimentalfunk                    |
| 28.000–30.000 kHz | 10,7–10 m              |                                                  |
| 56.000–60.000 kHz | 5,35–5 m               | Zusammen mit Experimentalfunk                    |

### Internationale Fernmeldekonferenz Atlantic City 1947

ITU-Regionen und die definierten Trennlinien zwischen ihnen
Region 1
Region 2
Region 3

Auf der Internationalen Fernmeldekonferenz in Atlantic City 1947 wurde die Welt in drei ITU-Regionen aufgeteilt, Frequenzzuweisungen sind seither teilweise nur für einzelne Regionen.
| Weltweit          | Region 1        | Region 2        | Region 3        |
| ----------------- | --------------- | --------------- | --------------- |
|                   |                 | 1.800–2.000 kHz | 1.800–2.000 kHz |
|                   | 3.500–3.800 kHz | 3.500–4.000 kHz | 3.500–3.800 kHz |
| 7.000–7.100 kHz   | 7.100–7.150 kHz | 7.100–7.300 kHz | 7.100–7.150 kHz |
| 14.000–14.350 kHz |                 |                 |                 |
| 21.000–21.500 kHz |                 |                 |                 |
| 28.000–29.700 kHz |                 |                 |                 |
|                   |                 | 50–54 MHz       | 50–54 MHz       |
| 144–146 MHz       | 146–148 MHz     | 144–148 MHz     |                 |
|                   |                 | 220–225 MHz     |                 |
| 420–450 MHz       | 450–460 MHz     |                 | 450–460 MHz     |
| 1.215–1.300 MHz   |                 |                 |                 |
| 2.300–2.450 MHz   |                 |                 |                 |
|                   |                 | 3.300–3.500 MHz |                 |
| 5.650–5.850 MHz   |                 |                 |                 |
| 10.000–10.500 MHz |                 |                 |                 |

### Weitere Änderungen der Amateurfunkbänder
- Auf der World Radiocommunication Conference (WARC) 1979 wurden dem Amateurfunk folgende Frequenzbereiche zusätzlich zugewiesen („WARC-Bänder“):
  - 10,100 MHz bis 10,150 MHz: 30-Meter-Band
  - 18,068 MHz bis 18,168 MHz: 17-Meter-Band
  - 24,890 MHz bis 24,990 MHz: 12-Meter-Band

## Frequenzbereiche in Deutschland
Als Besonderheit gelten in Deutschland die Frequenzen innerhalb der Amateurfunkbänder gemäß dem Amateurfunkgesetz (AFuG) als zugeteilt, wenn dem Funkamateur ein Rufzeichen zugeteilt ist, ohne dass es, wie für andere Funkdienste, einer weiteren Frequenzzuteilung bedarf. Die Amateurfunkverordnung (AFuV) erlaubt Amateurfunkbetrieb in den folgenden Frequenzbereichen mit den nachfolgenden Parametern:
| Zeugnisklasse gemäß Zulassungs- urkunde | Frequenzbereiche  | ungefähre Wellen- länge | Zusätzliche Nutzungs- bestimmungen | Status | Sende- leistung N | Sende- leistung E | Sende- leistung A |
| --------------------------------------- | ----------------- | ----------------------- | ---------------------------------- | ------ | ----------------- | ----------------- | ----------------- |
| A                                       | 135,7–137,8 kHz   | 2,2 km                  | 1, 2, 11                           | S      | -                 | -                 | 1 W ERP           |
| A                                       | 472–479 kHz       | 630 m                   | 1, 11, a)                          | S      | -                 | -                 | 1 W ERP           |
| A/E                                     | 1810–1850 kHz     | 160 m                   | 3                                  | P      | -                 | 100 W PEP         | 750 W PEP         |
| A/E                                     | 1850–1890 kHz     | 160 m                   | 3, 11, 13, 16                      | S      | -                 | 75 W PEP          | 75 W PEP          |
| A/E                                     | 1890–2000 kHz     | 160 m                   | 3, 11, 16                          | S      | -                 | 10 W PEP          | 10 W PEP          |
| A/E                                     | 3,5–3,8 MHz       | 80 m                    | 3                                  | P      | -                 | 100 W PEP         | 750 W PEP         |
| A                                       | 5,3515–5,3665 MHz | 60 m                    | 3                                  | S      | -                 | -                 | 9,14 W ERP *      |
| A                                       | 7–7,1 MHz         | 40 m                    | 3, 13                              | P+     | -                 | -                 | 750 W PEP         |
| A                                       | 7,1–7,2 MHz       | 40 m                    | 3                                  | P+     | -                 | -                 | 750 W PEP         |
| A                                       | 10,1–10,15 MHz    | 30 m                    | 1, 11, 13                          | S      | -                 | -                 | 150 W PEP         |
| A                                       | 14–14,35 MHz      | 20 m                    | 3, 14                              | P+     | -                 | -                 | 750 W PEP         |
| A                                       | 18,068–18,168 MHz | 17 m                    | 3, 14                              | P      | -                 | -                 | 750 W PEP         |
| A/E                                     | 21–21,45 MHz      | 15 m                    | 3, 14                              | P+     | -                 | 100 W PEP         | 750 W PEP         |
| A                                       | 24,89–24,99 MHz   | 12 m                    | 3, 14                              | P      | -                 | -                 | 750 W PEP         |
| A/E/N                                   | 28–29,7 MHz       | 10 m                    | 4, 14                              | P      | 10 W ERP          | 100 W PEP         | 750 W PEP         |
| A/E                                     | 50–50,4 MHz       | 6 m                     | 5, 6                               | S      | -                 | 100 W PEP         | 750 W PEP         |
| A/E                                     | 50,4–52 MHz       | 6 m                     | 5, 6                               | S      | -                 | 25 W PEP          | 25 W PEP          |
| A                                       | 70,15–70,21 MHz   | 4 m                     | 6                                  | S      | -                 | -                 | 25 W ERP          |
| A/E/N                                   | 144–146 MHz       | 2 m                     | 7, 14                              | P+     | 6,14 W ERP        | 75 W PEP          | 750 W PEP         |
| A/E/N                                   | 430–440 MHz       | 70 cm                   | 8, 14                              | P      | 6,14 W ERP        | 75 W PEP          | 750 W PEP         |
| A/E                                     | 1240–1300 MHz     | 23 cm                   | 8, 12, 14                          | S      | -                 | 75 W PEP          | 750 W PEP         |
| A/E                                     | 2320–2450 MHz     | 13 cm                   | 10, 14                             | S      | -                 | 5 W PEP           | 75 W PEP          |
| A/E                                     | 3,4–3,475 GHz     | 9 cm                    | 10                                 | S      | -                 | 5 W PEP           | 75 W PEP          |
| A/E                                     | 5,65–5,85 GHz     | 6 cm                    | 10, 14                             | S      | -                 | 5 W PEP           | 75 W PEP          |
| A/E                                     | 10–10,5 GHz       | 3 cm                    | 10, 14                             | S      | -                 | 5 W PEP           | 75 W PEP          |
| A/E                                     | 24–24,05 GHz      | 1,2 cm                  | 14                                 | P+     | -                 | 5 W PEP           | 75 W PEP          |
| A/E                                     | 24,05–24,25 GHz   | 1,2 cm                  | 10                                 | S      | -                 | 5 W PEP           | 75 W PEP          |
| A/E                                     | 47–47,2 GHz       | 6 mm                    | 14                                 | P+     | -                 | 5 W PEP           | 75 W PEP          |
| A/E                                     | 76–77,5 GHz       | 4 mm                    | 10, 14                             | S      | -                 | 5 W PEP           | 75 W PEP          |
| A/E                                     | 77,5–78 GHz       | 4 mm                    | 10, 14                             | S      | -                 | 5 W PEP           | 75 W PEP          |
| A/E                                     | 78–81,5 GHz       | 4 mm                    | 10, 14                             | S      | -                 | 5 W PEP           | 75 W PEP          |
| A/E                                     | 122,25–123 GHz    | 2,5 mm                  | 10                                 | S      | -                 | 5 W PEP           | 75 W PEP          |
| A/E                                     | 134–136 GHz       | 2 mm                    | 10, 14                             | P+     | -                 | 5 W PEP           | 75 W PEP          |
| A/E                                     | 136–141 GHz       | 2 mm                    | 10, 14                             | S      | -                 | 5 W PEP           | 75 W PEP          |
| A/E                                     | 241–248 GHz       | 1,2 mm                  | 14                                 | S      | -                 | 5 W PEP           | 75 W PEP          |
| A/E                                     | 248–250 GHz       | 1,2 mm                  | 14                                 | P+     | -                 | 5 W PEP           | 75 W PEP          |
| A/E                                     | höher als 250 GHz | -                       | 15                                 | -      | -                 | -                 | -                 |

Zusätzliche Nutzungsbestimmungen (in Auszügen):
| Nr. | Inhalt |
| --- | --- |
| 1   | Belegte Bandbreite einer Aussendung maximal 800 Hz. |
| 2   | Die Betriebsorte sind der Bundesnetzagentur (BNetzA) anzuzeigen. Die Sendeantenne ist gegenüber anderen Anlagen ausreichend zu entkoppeln. Werden Störungen bei Primärfunkdiensten auch in benachbarten Frequenzbereichen verursacht, ist der Betrieb einzustellen.                                                                                         |
| 3   | Belegte Bandbreite einer Aussendung maximal 2,7 kHz. |
| 4   | Belegte Bandbreite einer Aussendung unterhalb 29,0 MHz: maximal 7 kHz, oberhalb 29,0 MHz: maximal 40 kHz. |
| 5   | Belegte Bandbreite einer Aussendung maximal 12 kHz. Die Nutzung des Frequenzbereiches kann von der Regulierungsbehörde mit zusätzlichen allgemeinen Auflagen versehen werden; die Nutzung ist auf feste Amateurfunkstellen beschränkt. Logbuchführung unter Angabe von Datum, Uhrzeit, Frequenz, Modulationsart, Sendeleistung ist zwingend vorgeschrieben. |
| 6   | Belegte Bandbreite einer Aussendung maximal 12 kHz. Duldungsregelung befristet bis zum 31. Dezember 2025. |
| 7   | Belegte Bandbreite einer Aussendung maximal 40 kHz. |
| 8   | Belegte Bandbreite einer Aussendung maximal 2 MHz. Belegte Bandbreite bei amplitudenmodulierten Fernsehaussendungen maximal 7 MHz. |
| 9   | Belegte Bandbreite einer Aussendung maximal 2 MHz. Belegte Bandbreite bei digitalen oder amplitudenmodulierten Fernsehaussendungen maximal 7 MHz und bei frequenzmodulierten Fernsehaussendungen maximal 18 MHz. |
| 10  | Belegte Bandbreite einer Aussendung maximal 10 MHz. Belegte Bandbreite bei Fernsehaussendungen maximal 20 MHz. |
| 11  | keine automatischen Amateurfunkstellen; kein Contestbetrieb |
| 12  | Im Teilbereich 1247 bis 1263 MHz ist die abgestrahlte Leistung auf maximal 5 Watt EIRP beschränkt. Der Betrieb von automatisch arbeitenden Amateurfunkstellen in diesem Bereich ist nicht zulässig. |
| 13  | Die maximal zulässige Strahlungsleistung für automatisch arbeitende Amateurfunkstellen beträgt 15 Watt ERP. |
| 14  | Diese Frequenzbereiche sind ganz oder teilweise auch dem Amateurfunkdienst über Satelliten zugeteilt. |
| 15  | siehe u. a. Vfg. 14/2005 der heutigen BNetzA |
| 16  | Die im August 2019 veröffentlichte Mitteilung Nr. 535/2019 duldet neben dem Contestbetrieb an Wochenenden zudem eine maximale Sendeleistung in diesen Bereichen für Amateurfunkbetrieb an Wochenenden von 750 W PEP für Inhaber der Zulassung zur Teilnahme am Amateurfunkdienst Klasse A und 100 W PEP für Inhaber der Klasse E.                           |

| Zuweisungs- status | Bedeutung                                               |
| ------------------ | ------------------------------------------------------- |
| P                  | Primär dem Amateurfunk zugewiesen                       |
| P+                 | Primär (weitgehend exklusiv) dem Amateurfunk zugewiesen |
| S                  | Sekundär dem Amateurfunk zugewiesen                     |

## Frequenzbereiche in Österreich
Die Funkfrequenzen für alle Geräte sind in einem sogenannten Bänderplan festgelegt. Dies trifft auch auf den Amateurfunk zu.
Im Bandplan wird zum einen die Frequenz, die Betriebsart und die erlaubte Leistung (in Watt) festgeschrieben. Der Bandplan weicht von Land zu Land geringfügig ab.
Die folgenden Frequenzen für den Amateurfunk entsprechen der österreichischen Frequenznutzungsverordnung Anlage 4:
| Frequenzbereiche  | Wellen- länge | Status | Bewilligungs- klasse | Leistungs- stufe | Bemerkungen Einschränkungen |
| ----------------- | ------------- | ------ | -------------------- | ---------------- | --- |
| 135,7–137,8 kHz   | 2,2 km        | S      | 1                    | 1 W ERP          | |
| 472,0–479,0 kHz   | 630 m         | S      | 1                    | 1 W EIRP         | |
| 1810–1850 kHz     | 160 m         | P      | 1,4                  | A,B              | Klasse 4 nur A |
| 1850–2000 kHz     | 160 m         | S      | 1,4                  | A                | |
| 3,5–3,8 MHz       | 80 m          | P      | 1,4                  | A,B,C,D          | Klasse 4 nur A |
| 5,3515–5,3665 MHz | 60 m          | S      | 1                    | 15W EIRP         | |
| 7–7,2 MHz         | 40 m          | P      | 1                    | A,B,C,D          | SAT |
| 10,1–10,15 MHz    | 30 m          | S      | 1                    | A,B              | |
| 14–14,35 MHz      | 20 m          | P      | 1                    | A,B,C,D          | SAT: 14–14,25 MHz |
| 18,068–18,168 MHz | 17 m          | P      | 1                    | A,B,C,D          | SAT |
| 21–21,45 MHz      | 15 m          | P      | 1,4                  | A,B,C,D          | SAT; Klasse 4 nur A |
| 24,89–24,99 MHz   | 12 m          | P      | 1                    | A,B,C,D          | SAT; Klasse 4 nur A |
| 28–29,7 MHz       | 10 m          | P      | 1,4                  | A,B,C,D          | SAT |
| 50–50,5 MHz       | 6 m           | P      | 1                    | A,B              | siehe Fußnote 1 |
| 50,5–52 MHz       | 6 m           | S      | 1                    | A,B              | siehe Fußnote 1 |
| 52–54 MHz         | 6 m           | S      | 1                    | A                | siehe Fußnote 2, befristet bis 31.12.2030 |
| 144–146 MHz       | 2 m           | P      | 1                    | A,B,C,D          | SAT; C,D nur für Erde-Mond-Erde- und Meteoscatter-Betrieb mit der Bedingung, dass nur Richtantennen mit einem Gewinn von mindestens 15 dBd verwendet werden |
| 144–146 MHz       | 2 m           | P      | 3,4                  | A                | SAT |
| 430–439,1 MHz     | 70 cm         | P      | 1                    | A,B,C,D          | ISM-Bereich 433,05–434,79 MHz; SAT: 435–438 MHz |
| 430–439,1 MHz     | 70 cm         | P      | 3,4                  | A                | ISM-Bereich 433,05–434,79 MHz; SAT: 435–438 MHz |
| 439,1–440 MHz     | 70 cm         | P      | 1                    |                  | Nur Empfangsbetrieb; Sendebetrieb jedoch auf der Frequenz 439,93 MHz (Kanalbandbreite 20 kHz) zulässig                                                      |
| 439,1–440 MHz     | 70 cm         | P      | 3,4                  |                  | Nur Empfangsbetrieb; Sendebetrieb jedoch auf der Frequenz 439,93 MHz (Kanalbandbreite 20 kHz) zulässig                                                      |
| 1,24–1,3 GHz      | 23 cm         | S      | 1                    | 10 W             | SAT: Erde-Weltraum 1,26–1,27 GHz |
| 2,304–2,31 GHz    | 13 cm         | S      | 1                    | A,B              | |
| 2,32–2,322 GHz    | 13 cm         | S      | 1                    | A,B              | |
| 2,4–2,45 GHz      | 13 cm         | S      | 1                    | A,B              | SAT; ISM-Bereich 2,4-2,45 GHz |
| 3,4–3,41 GHz      | 9 cm          | S      | 1                    | A,B              | |
| 5,65–5,85 GHz     | 6 cm          | S      | 1                    | A,B              | SAT: Erde-Weltraum 5,65–5,67 GHz; Weltraum-Erde 5,83–5,85 GHz; ISM-Bereich: 5,725–5,875 GHz                                                                 |
| 10,368–10,37 GHz  | 3 cm          | S      | 1                    | 40 dBW EIRP      | |
| 10,45–10,5 GHz    | 3 cm          | S      | 1                    | A,B              | SAT |
| 24–24,05 GHz      | 1,2 cm        | S      | 1                    | A,B              | SAT; ISM-Bereich |
| 24,05–24,25 GHz   | 1,2 cm        | S      | 1                    | A,B              | ISM-Bereich |
| 47–47,2 GHz       | 6 mm          | P      | 1                    | A,B              | SAT |
| 76–77,5 GHz       | 4 mm          | S      | 1                    | A,B              | SAT |
| 77,5–78 GHz       | 4 mm          | P      | 1                    | A,B              | SAT |
| 78–81,5 GHz       | 4 mm          | S      | 1                    | A,B              | SAT |
| 122,25–123 GHz    | 2,5 mm        | S      | 1                    | A,B              | SAT |
| 134–136 GHz       | 2 mm          | P      | 1                    | A,B              | SAT |
| 136–141 GHz       | 2 mm          | S      | 1                    | A,B              | SAT |
| 241–248 GHz       | 1 mm          | S      | 1                    | A,B              | SAT; ISM-Bereich: 244–246 |
| 248–250 GHz       | 1 mm          | P      | 1                    | A,B              | SAT |
| 275–3000 GHz      | 1 mm          | S      | 1                    | A,B              | |

| Fußnote | Inhalt |
| ------- | --- |
| SAT     | Frequenzbereiche sind auch für den Amateurfunkdienst über Satelliten zugewiesen. Die allenfalls angegebene Senderichtung ist einzuhalten. |
| 1       | Im Frequenzbereich 50–52 MHz ist auch sendemäßiger Amateurfunkbetrieb unter Auflagen möglich.                                             |
| 2       | Für Forschungs- und Entwicklungsprojekte mit max. Bandbreite von 2 MHz.                                                                   |

| Zuweisungs- status | Bedeutung |
| ------------------ | --- |
| P                  | primär dem Amateurfunk zugewiesen; veraltet seit 2023: Pex - primär (weitgehend exklusiv) dem Amateurfunk zugewiesen |
| S                  | sekundär dem Amateurfunk zugewiesen                                                                                  |

Zur Bewilligungs- und Leistungsklasse siehe Amateurfunkzeugnis.

## Frequenzbereiche in der Schweiz
In der Schweiz ist das BAKOM für die Zuteilung der Amateurbänder zuständig, diese ist mit Stand vom 1. Januar 2017 wie folgt geregelt:
| Frequenzband      | Wellen- länge | Status für terrestr. Verb. | Status für Satellitenverb. | Maximale Sendeleistung (PEP) | Bemerkungen und Einschränkungen                                               |
| ----------------- | ------------- | -------------------------- | -------------------------- | ---------------------------- | ----------------------------------------------------------------------------- |
| 135,7–137,8 kHz   | 2200 m        | sekundär                   | nicht zulässig             | 1 W ERP                      | nur Konzession 1, 2 oder CEPT                                                 |
| 472–479 kHz       | 630 m         | sekundär                   | nicht zulässig             | 5 W EIRP                     | nur Konzession 1, 2 oder CEPT                                                 |
| 1810–1850 kHz     | 160 m         | primär                     | nicht zulässig             | 1000 W                       | Konzession 3 nur 100 W                                                        |
| 1850–2000 kHz     | 160 m         | sekundär                   | nicht zulässig             | 1000 W                       | Konzession 3 nur 100 W                                                        |
| 3500–3800 kHz     | 80 m          | sekundär                   | nicht zulässig             | 1000 W                       | Konzession 3 nur 100 W                                                        |
| 5351,5–5366,5 kHz | 60 m          | sekundär                   | nicht zulässig             | 15 W EIRP                    | nur Konzession 1, 2 oder CEPT                                                 |
| 7000–7200 kHz     | 40 m          | primär                     | primär                     | 1000 W                       | nur Konzession 1, 2 oder CEPT                                                 |
| 10,1–10,15 MHz    | 30 m          | sekundär                   | nicht zulässig             | 1000 W                       | nur Konzession 1, 2 oder CEPT                                                 |
| 14–14,25 MHz      | 20 m          | primär                     | primär                     | 1000 W                       | nur Konzession 1, 2 oder CEPT                                                 |
| 14,25–14,35 MHz   | 20 m          | primär                     | nicht zulässig             | 1000 W                       | nur Konzession 1, 2 oder CEPT                                                 |
| 18,068–18,168 MHz | 17 m          | primär                     | primär                     | 1000 W                       | nur Konzession 1, 2 oder CEPT                                                 |
| 21–21,45 MHz      | 15 m          | primär                     | primär                     | 1000 W                       | Konzession 3 nur 100 W                                                        |
| 24,89–24,99 MHz   | 12 m          | primär                     | primär                     | 1000 W                       | nur Konzession 1, 2 oder CEPT                                                 |
| 28–29,7 MHz       | 10 m          | primär                     | primär                     | 1000 W                       | Konzession 3 nur 100 W                                                        |
| 50–52 MHz         | 6 m           | sekundär                   | nicht zulässig             | 100 W                        | nur Konzession 1, 2 oder CEPT                                                 |
| 70–70,5 MHz       | 4 m           | primär                     | nicht zulässig             | 25 W                         | nur Konzession 1, 2 oder CEPT; 70,0375–70,1125 MHz keine Aussendungen erlaubt |
| 144–146 MHz       | 2 m           | primär                     | primär                     | 1000 W                       | Konzession 3 nur 50 W                                                         |
| 430–435 MHz       | 70 cm         | sekundär                   | nicht zulässig             | 1000 W                       | Konzession 3 nur 50 W                                                         |
| 435–438 MHz       | 70 cm         | primär                     | sekundär                   | 1000 W                       | Konzession 3 nur 50 W                                                         |
| 438–440 MHz       | 70 cm         | sekundär                   | nicht zulässig             | 1000 W                       | Konzession 3 nur 50 W                                                         |
| 1240–1260 MHz     | 23 cm         | sekundär                   | nicht zulässig             | 1000 W                       | Sondergenehmigung erforderlich                                                |
| 1260–1270 MHz     | 23 cm         | sekundär                   | sekundär, nur uplink       | 1000 W                       | nur Konzession 1, 2 oder CEPT                                                 |
| 1270–1300 MHz     | 23 cm         | sekundär                   | nicht zulässig             | 1000 W                       | nur Konzession 1, 2 oder CEPT                                                 |
| 2300–2308 MHz     | 13 cm         | sekundär                   | nicht zulässig             | 100 W                        | Sondergenehmigung erforderlich                                                |
| 2308–2312 MHz     | 13 cm         | sekundär                   | nicht zulässig             | 100 W                        | nur Konzession 1, 2 oder CEPT                                                 |
| 2312–2400 MHz     | 13 cm         | sekundär                   | nicht zulässig             | 100 W                        | Sondergenehmigung erforderlich                                                |
| 2400–2450 MHz     | 13 cm         | sekundär                   | sekundär                   | 100 W                        | Sondergenehmigung erforderlich                                                |
| 5650–5670 MHz     | 6 cm          | sekundär                   | sekundär, nur uplink       | 100 W                        | Sondergenehmigung erforderlich                                                |
| 5670–5725 MHz     | 6 cm          | sekundär                   | nicht zulässig             | 100 W                        | Sondergenehmigung erforderlich                                                |
| 5725–5850 MHz     | 6 cm          | sekundär                   | nicht zulässig             | 100 W                        | nur Konzession 1, 2 oder CEPT                                                 |
| 10–10,45 GHz      | 3 cm          | sekundär                   | nicht zulässig             | 100 W                        | nur Konzession 1, 2 oder CEPT                                                 |
| 10,45–10,5 GHz    | 3 cm          | sekundär                   | sekundär                   | 100 W                        | nur Konzession 1, 2 oder CEPT                                                 |
| 24–24,05 GHz      | 1,2 cm        | primär                     | primär                     | 10 W                         | nur Konzession 1, 2 oder CEPT                                                 |
| 24,05–24,25 GHz   | 1,2 cm        | sekundär                   | nicht zulässig             | 10 W                         | nur Konzession 1, 2 oder CEPT                                                 |
| 47–47,2 GHz       | 6 mm          | primär                     | primär                     | 10 W                         | nur Konzession 1, 2 oder CEPT                                                 |
| 76–77,5 GHz       | 4 mm          | sekundär                   | sekundär                   | 10 W                         | nur Konzession 1, 2 oder CEPT                                                 |
| 77,5–78 GHz       | 4 mm          | primär                     | primär                     | 10 W                         | nur Konzession 1, 2 oder CEPT                                                 |
| 78–81,5 GHz       | 4 mm          | sekundär                   | sekundär                   | 10 W                         | nur Konzession 1, 2 oder CEPT                                                 |
| 122,250–123 GHz   | 2,5 mm        | sekundär                   | nicht zulässig             | 10 W                         | nur Konzession 1, 2 oder CEPT                                                 |
| 134–136 GHz       | 2 mm          | primär                     | primär                     | 10 W                         | nur Konzession 1, 2 oder CEPT                                                 |
| 136–141 GHz       | 2 mm          | sekundär                   | sekundär                   | 10 W                         | nur Konzession 1, 2 oder CEPT                                                 |
| 241–248 GHz       | 1 mm          | sekundär                   | sekundär                   | 10 W                         | nur Konzession 1, 2 oder CEPT                                                 |
| 248–250 GHz       | 1 mm          | primär                     | primär                     | 10 W                         | nur Konzession 1, 2 oder CEPT                                                 |

Die Zuweisung „sekundär“ bedeutet, dass andere Dienste Vorrang haben und nicht gestört werden dürfen. Bandbreiten und zulässige Modulationsarten sind gesondert geregelt.